# Nanhe (köpinghuvudort i Kina, Jiangsu Sheng, lat 34,25, long 119,77)
Nanhe är en köpinghuvudort i Kina. Den ligger i provinsen Jiangsu, i den östra delen av landet, omkring 260 kilometer norr om provinshuvudstaden Nanjing. Antalet invånare är 43 935. Befolkningen består av 21 403 kvinnor och 22 532 män. Barn under 15 år utgör 20,0 %, vuxna 15-64 år 69 %, och äldre över 65 år 9,0 %.
Runt Nanhe är det tätbefolkat, med 636 invånare per kvadratkilometer. Närmaste större samhälle är Chenjiagang, 14,7 km norr om Nanhe. Trakten runt Nanhe består till största delen av jordbruksmark.
Genomsnittlig årsnederbörd är 1 055 millimeter. Den regnigaste månaden är juli, med i genomsnitt 294 mm nederbörd, och den torraste är januari, med 14 mm nederbörd.